# Friedrich Wilhelm Zachow
Friedrich Wilhelm Zachow eller Zachau (døbt 14. november 1663 i Leipzig, død 7. august 1712 i Halle) var en tysk barokkomponist.
Blandt Zachows elever var Gottfried Kirchhoff, Johann Krieger, Johann Gotthilf Ziegler, og ikke mindst Georg Friedrich Händel.
Zachow var Händels første lærer; af ham lærte den unge Händel at spille violin, orgel, og cembalo. Zachow gav ham også kompositionsundervisning. Händel talte altid varmt om læreren, og skal i taknemlighed have givet Zachows enke og børn økonomisk støtte.